# Ténoch
Ténoch o Ténuch (náhuatl: Tenōchⓘ; te- ‘piedra’ y -nōch ‘tuna’: ‘tuna de piedra’) (1299 - 1363) fue el último cuāuhtlahtoāni de los mexica.

## Vida

### Nacimiento.
Nació en Cuauhmixtitlan (‘lugar del águila entre las nubes’, posteriormente renombrado Tenochtitlan en su honor) en 1299, tal vez después de la derrota en Chapultepec. El historiador Chimalpahin menciona también que apareció en 1285 pero debe ser un error, ya que Tlamacazqui, padre de Tenoch es mencionado por Tezozomoc junto a Cuauhtlequetzqui, Axolohua y Acocoltzin en 1286, debió tener entonces 17 años, por lo tanto, tuvo a Tenoch a los 30 años.

### Campañas militares
Su juventud pasó en calma, hasta los 19 años en los que participó en la guerra contra Azcapotzalco. Al ser derrotados se incrementó el tributo a pagar; además tuvo que colaborar activamente en las guerras tepanecas a partir de 1318 para consolidarlos como un Huēyi Tlahtohcāyōtl. El señorío de Colhuacan se encontraba debilitado política y militarmente, en este momento Acolnahuacatl de Azcapotzalco motivó y apoyó a los mexica para que los sometan; de esta manera política controlaría dos sedes de la triple alianza existente en ese momento y podría extenderse hacia el sur, para controlar la ruta del algodón. Así en 1344 Colhuacan se vuelve el primer pueblo tributario de los mexica y a partir de entonces perderá paulatinamente importancia hasta ser relegado por Itztapalapa.
Tenoch se desempeñó valerosamente durante esta guerra y alcanzó el máximo grado militar para un sacerdote, el de Huitznahuatl. Así pasó de ser un simple sacerdote a visionario, a la muerte de Ilancueitl en 1347 es elegido como Teyacanqui, aunque prácticamente se volvió el último cuāuhtlahto, aunque en cuestión de régimen hay que recordar que ya habían tenido a un tlatoani y tuvieron un gobierno impuesto. Sustituyó en Colhuacan a Achitomecatl II por Nauhyotl teuctli, que era más fiel a los mexica. Realizó la primera ceremonia del Fuego Nuevo en el cerro de la Estrella en 1351.

### Gobierno y muerte
Reorganizó la ciudad y comenzó la creación del recinto Mayor en el centro de la isla. Promovió aún más la toltequización. Durante su regencia la clase dominante se fortaleció creándose privilegios para los nobles, sentando las bases para que se estableciera un linaje real sólido. Sus normas y leyes trascendieron aún después de su muerte en 1363. Para 1376 al conquistar Chalco, Acamapichtli homenajeó a su antecesor cambiándole el nombre a su capital de Cuauhmixtitlan a Tenochtitlan.
| Predecesor: Ilancuēitl | 10° Cuāuhtlahto (Gobernante de los mexicas) 1325 - 1363 | Sucesor: Ācamāpīchtli Tlahtoāni de Tenōchtitlān |